# Robert McKee
Pour l'homme politique canadien, voir Rob McKee.
Robert McKee, né en 1941 aux États-Unis, est un professeur d'écriture créative. Un grand nombre de scénaristes hollywoodiens s'inspirent de ses travaux et de ses idées.

## Biographie
Robert McKee grandit à Clawson, dans la banlieue de Détroit. Alors qu'il est âgé de seize ans, son père, employé par General Motors, quitte sa famille. Il est élevé par sa mère, qui travaille dans l'immobilier. McKee entre à l'université du Michigan grâce à une bourse d'études de la Evans Scholars Foundation. Il choisit la littérature anglaise comme matière principale et pratique le théâtre durant ses études. McKee obtient un master en arts de la scène (theater arts). Il commence sa carrière comme acteur et metteur en scène de théâtre.
En 1970, il retourne à l'université afin de poursuivre des études cinématographiques. Il réalise deux courts métrages, mais ne termine pas son doctorat. En 1983, il entre à la faculté de cinéma et de télévision de l'université de Californie du Sud (USC). Il y donne ses célèbres séminaires « Story ».
Dans le film Adaptation, Robert McKee est interprété par l'acteur Brian Cox.

## Ouvrage
- (en) Story : Substance, Structure, Style and the Principles of Screenwriting, ReganBooks, 1997, 466 p. (ISBN 978-0-06-039168-3)
- Story - Contenu, structure, genre : Les principes de l'écriture d'un scénario, Paris, Éditions Dixit, 2010, 415 p. (ISBN 978-2-84481-131-8)